# La Pharmacienne
La Pharmacienne est une nouvelle d’Anton Tchekhov.

## Historique
La Pharmacienne est initialement publiée dans la revue russe Les Éclats, numéro 25, du 21 juin 1886, et signée A.Tchékhonté.

## Résumé
La jeune femme du pharmacien n’arrive pas à dormir. Son mari Tchernomordik ronfle. Elle s’ennuie, se sent contrariée, oppressée.
Elle entend dans la nuit deux pas d’hommes qui approchent. C’est le docteur et le jeune officier Obtissov. En passant devant la pharmacie, ils décident d’y entrer malgré l’heure tardive, car la pharmacienne est à leur goût.
Ils lui achètent des pastilles, puis de l’eau de Seltz. Ils discutent aimablement, veulent du vin. Elle boit avec eux, elle est gaie. Ils la flattent en récitant du Griboïedov : Dans le désert à Saratov…. Il se fait tard, et ils partent à regret. 
Une fois dans la rue, Obtissov fait demi-tour. Il sonne à nouveau, mais c’est le pharmacien qui vient le servir. Sa femme a été séduite par l'officier, mais son mari ne le sait pas.

## Édition française
- La Pharmacienne, traduit par Madeleine Durand et Édouard Parayre, révision de Lily Dennis, Bibliothèque de la Pléiade, éditions Gallimard, 1967  (ISBN 978 2 07 0105 49 6).